# プール (イングランド)
プール (Poole) は、イギリスのドーセットにある町（タウン）。ドーチェスターの東33キロメートルに位置し、東でボーンマスと隣接している。ドーセットでは第2の町である。
南部には塩性湿地、泥炭地、沼地、フェンからなる天然海湾のプール港があり、パーベック半島を含むその周辺部にはエリカ属のErica ciliarisやErica tetralixなどの生えるヒースが広がる。一帯はアジサシ、ニシズグロカモメの生息地であり、ラムサール条約登録地である。
プールの町と西側にあるハムワーシーを結ぶ橋としては、プール橋とツイン・セイルズ橋がある。

## 歴史
鉄器時代以前より人が住んでいた。街の名前が最初に記録されたのは12世紀で、羊毛貿易の導入により、重要な港として繁栄をし始めた時期であった。その後、16世紀に始まった北アメリカとの貿易の重要な拠点となり、ピークの18世紀にはイギリスで最も活発な貿易港の一つであった。特にニューファンドランド島の貿易は活発であった。産業革命の時期に、街は急速に発展した。19世紀の変わり目には、10人のうち9人の労働者が、港湾で働いていたが、船が巨大化するにつれて、浅い港では用が足りなくなり、より深い港を持つリバプールやサウサンプトン、プリマスに港が移っていった。1847年、プールにとっての最初の鉄道が郊外の駅まで開通し、その後1872年に中心部に乗り入れるようになった。19世紀、南ドーセットやハンプシャー南西部の海岸に、観光客がつめかけるようになり、プールの東部地域が拡張していき、ボーンマスには海岸リゾートができるほどであった。第二次世界大戦時、ノルマンディー上陸作戦の主要な出発地点の一つで、乗り込んだ兵士の数が3番目に多く、その後もヨーロッパ大陸にいる連合軍への物資の供給拠点となった。

## 出身人物
- エドガー・ライト - 脚本家、映画監督
- グレッグ・レイク - ヴォーカリスト、ギタリスト、ベーシスト
- ジョン・ル・カレ - 小説家